# 民主統一会議
民主統一会議（みんしゅとういつかいぎ、スペイン語: Mesa de la Unidad Democrática; MUD）は、ベネズエラの政党連合。左翼から中道左派、中道、中道右派の幅広い政党が所属する。2008年に、当時のウゴ・チャベス政権の政権与党であったベネズエラ統一社会党打倒を掲げて発足した。

## 概要
2008年1月23日に正式に結成され、2009年に再編された。再編時点で11の政党が加盟しており、キリスト教社会党のルイス・イグナシオ・プラナスが指導者を務めていた。その後、多くの政党が加盟し、2015年12月6日に行われた国民議会選挙でベネズエラ統一社会党に対して勝利を収めた。中心的な政党として、民主行動党とキリスト教社会党が挙げられる。

## 参加政党
主な参加政党は以下の通り。
- 新時代(Un Nuevo Tiempo, UNT)：社会民主主義
- キリスト教社会党(Copei)：中道右派・キリスト教民主主義
- 正義第一党(Primero Justicia, PJ)：中道右派・自由主義
- 民主行動党(Acción Democrática, AD) ：社会民主主義・ナショナリズム
- プロジェクト・ベネズエラ(Proyecto Venezuela, PV) ：中道右派・保守主義
- 急進大義(La Causa Radical, LCR)：民主社会主義。左翼。労働運動
- 社会主義運動(Movimiento al Socialismo, or MAS)ː中道左派。社会民主主義。
- 変革党(Convergencia Nacional, CN) ：キリスト教民主主義
- 大衆意思党(Voluntad Popular, VP) ：中道。社会民主主義
- en:Advanced Progressive(Avanzada Progresista, AP)：進歩主義
- en:Fearless People's Alliance(Alianza Bravo Pueblo, ABP) ：社民主義・中道左派
- en:Movement for a Responsible, Sustainable and Entrepreneurial Venezuela(MOVERSE)：みどりの政治
- en:Ecological Movement of Venezuela (Movimiento Ecológico de Venezuela, MOVEV) ：中道・みどりの政治